# Protestos antiglobalização em Praga

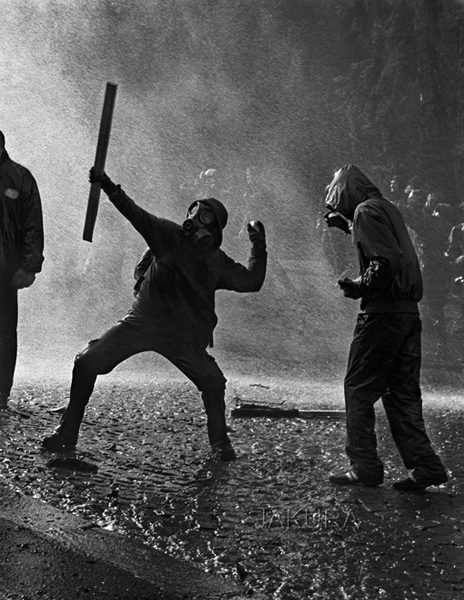
Manifestante anarquista em Praga em 2000.

Protestos anticapitalistas em Praga ocorreram durante a cúpula do Fundo Monetário Internacional (FMI) e do Banco Mundial em 27 de setembro de 2000, em Praga, capital da República Tcheca.
Este protesto seguiu-se a protestos semelhantes em Seattle e Washington.
Milhares de ativistas que viajaram de todo o mundo protestaram e alguns entraram em confronto com a polícia nas ruas de Praga por vários dias. Cerca de 12 000 manifestantes estiveram envolvidos nos protestos e mais de 900 pessoas foram detidas. 64 policiais e 20 manifestantes ficaram feridos nos eventos.
Vários manifestantes anticapitalistas viram nessas instituições uma das razões dos problemas econômicos enfrentados pelo terceiro mundo. A raiva foi dirigida contra a forma como o FMI e o Banco Mundial pressionaram por uma política de direcionar o poder para os mercados e empresas multinacionais.
A maioria dos ativistas radicais tentou impedir a abertura da cúpula bloqueando as estradas de acesso ao Centro de Congressos de Praga. Havia barricadas nas ruas e manifestantes camuflados jogavam coquetéis molotov e paralelepípedos.
Gás lacrimogêneo e canhões de água foram usados para forçar o recuo de um grupo dissidente de ativistas que tentou chegar ao local da cúpula para encerrar as reuniões das instituições financeiras globais. Apesar da grande presença policial, os manifestantes conseguiram interromper o último dia da cúpula. 
Além disso, essa ação foi marcada pelo surgimento tanto do "bloco rosa" quanto das táticas do "branco geral" usadas pelo grupo radical italiano Ya Basta! Muitos grupos de videoativistas de toda a UE juntaram-se para partilhar filmagens e produzir vários documentários.